# Cyaniris lutea
Cyaniris lutea är en fjärilsart som beskrevs av Reverdin 1921. Cyaniris lutea ingår i släktet Cyaniris och familjen juvelvingar. Inga underarter finns listade i Catalogue of Life.